# Norsjö (comuna)
Norsjö (em sueco: Norsjö kommun) é uma comuna da Suécia localizada no condado de Bótnia Ocidental. Sua capital é a cidade de Norsjö. Possui 1 739 quilômetros quadrados e segundo censo de 2018, havia 4 094 habitantes.